# Echinocamptus pilosus
Echinocamptus pilosus är en kräftdjursart som först beskrevs av Van Douwe 1911.  Echinocamptus pilosus ingår i släktet Echinocamptus och familjen Canthocamptidae. Inga underarter finns listade i Catalogue of Life.